# Заураев, Вахит Вахаевич
Вахи́т Ваха́евич Заура́ев (7 мая 1952 года, Казахская ССР, СССР) — чеченский и российский художник, работает в нескольких направлениях: сюрреализм, постимпрессионизм и экспрессионизм. Заслуженный художник Чеченской Республики (2002), член Союза художников СССР и Чеченской Республики, член Международной ассоциации изобразительных искусств АИАП ЮНЕСКО.

## Биография
Вахит Заураев родился в депортации 7 мая 1952 год в Казахстане. Начал рисовать в шестилетнем возрасте. С отличием окончил отделение классической живописи Владикавказского художественного училища. Затем 2 года обучался в Строгановском художественном училище в Москве. В художественных выставках участвует с 1976 года. В 1982 году Вахит Заураев был принят в Союз художников СССР. В 1992 году уезжает на два года в Германию.
Накануне начала военных действий на территории Чечни, Заураев возвращается на родину. В ноябре 1994 года, за несколько дней до начала военных событий, в выставочном зале Союза художников Чечни экспонировалась персональная выставка Заураева. Во время войны большая часть работ художника сгорела. В мае 2006 года в Центральной городской библиотеке города Грозного прошла персональная выставка Вахита Заураева, где им были представлены его новые работы.